# Günther Bornkamm
Günther Bornkamm (Görlitz, 8 ottobre 1905 – Heidelberg, 18 febbraio 1990) è stato un biblista e teologo tedesco di confessione evangelica.

## Biografia
Bornkamm studiò con Rudolf Bultmann ed Ernst Käsemann a Tubinga e con Ernst Fuchs a Marburgo, dove conseguì il dottorato in teologia nel 1930; perfezionò poi i suoi studi a Gottinga con Hans Conzelmann. Ottenuta l'abilitazione all'insegnamento universitario, nel 1934 fu nominato professore incaricato all'Università di Königsberg; nel 1936 passò all'Università di Heidelberg. Per la sua opposizione all'unificazione delle chiese protestanti tedesche nel movimento dei Cristiani tedeschi, nel 1937 il governo nazista gli ritirò l'abilitazione all'insegnamento e dovette lasciare l'università. Fino al 1939 insegnò a Bielefeld al seminario protestante Bethel, poi esercitò l'attività di pastore a Münster e a Dortmund. Nel 1943 fu richiamato alle armi e dovette prestare servizio nella Wehrmacht. Finita la seconda guerra mondiale, tornò ad insegnare al seminario Bethel. Nel 1947 fu nominato professore straordinario all'Università di Gottinga. Nel 1949 fu nominato professore di Nuovo Testamento all'Università di Heidelberg, incarico che ricoprì fino al suo ritiro dall'insegnamento avvenuto nel 1972. Bornkamm è conosciuto a livello internazionale come uno degli studiosi che ha avviato una nuova fase della ricerca del Gesù storico.
Dalla moglie Elizabeth Zinn, Günther Borknamm ha avuto una figlia, Aleida, sposatasi con l'egittologo tedesco Jan Assmann.

## Libri principali
- Con Walter Klaas (coautore): Mythos und Evangelium, Kaiser, München, 1951
- Jesus von Nazareth, Kohlhammer, Stuttgart, 1956
- Con Gerhard Barth, Heinz Joachim Held (coautori), Überlieferung und Auslegung im atthäusevangelium, Neukirchener Verlag, Neukirchen-Vluyn, 1960
- Paulus, Kohlhammer, Stuttgart, 1969
- Bibel, das Neue Testament, Kreuz, Stuttgart, 1971
- Con Hans Walter Wolff (coautore), Zugang zur Bibel : eine Einführung in die Schriften des Alten und Neuen Testaments, Kreuz-Verlag, Stuttgart, 1980
- Studien zum Neuen Testament, Kaiser, München, 1985.